# هیکارو هیرونیوا
هیکارو هیرونیوا (انگلیسی: Hikaru Hironiwa؛ زادهٔ ۵ ژوئیهٔ ۱۹۸۵) بازیکن فوتبال اهل ژاپن است.
از باشگاه‌هایی که در آن بازی کرده‌است می‌توان به باشگاه فوتبال کاشیوا ریسول اشاره کرد.